# Pteromalus tiburtus
Pteromalus tiburtus är en stekelart som beskrevs av Walker 1839. Pteromalus tiburtus ingår i släktet Pteromalus och familjen puppglanssteklar. Inga underarter finns listade i Catalogue of Life.